# 오버투어리즘

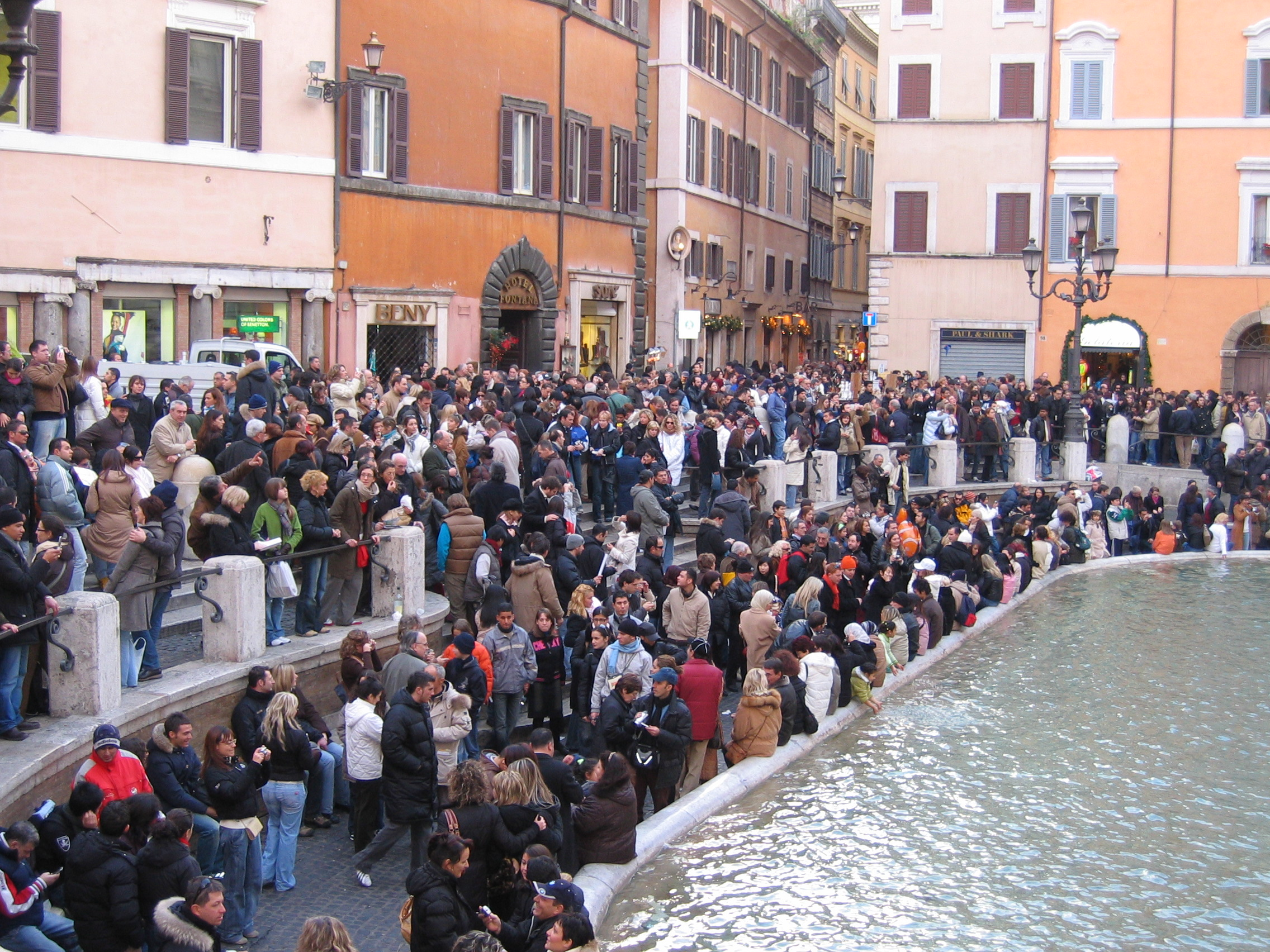
이탈리아 로마의 수많은 관광객이 있는 트레비 분수

오버투어리즘(영어: overtourism) 또는 과잉관광(過剩觀光), 관광공해(觀光公害)는 과도한 관광객으로 인해 혼잡하거나 과밀화되어 지역 주민들과 갈등을 일으키는 현상을 말한다. 세계관광기구 (UNWTO)는 오버투어리즘을 "관광이 목적지 또는 그 일부에 미치는 영향으로, 시민들의 삶에 관한 질 또는 방문자들의 경험에 관한 질에 부정적인 방식으로 과도하게 영향을 미치는 것"으로 정의한다.
이 용어는 2015년부터 자주 사용되었지만 이제는 관광으로 인한 부정적인 영향을 설명하는 데 가장 일반적으로 사용되는 표현이다.

## 같이 보기
- 혼잡통행료
- 과시 소비
- 과시여가
- 생태관광
- 숙박세
- 가격 차별
- 지속 가능한 관광
- 조세 부담
- 관광세
- 공유지의 비극
- 베블런재